# Sparasion luteolum
Sparasion luteolum är en stekelart som beskrevs av Mikhail Vasilievich Kozlov och Kononova 1990. Sparasion luteolum ingår i släktet Sparasion och familjen Scelionidae. Inga underarter finns listade i Catalogue of Life.